# 台湾间吸鳅
台湾间吸鳅（学名：Hemimyzon formosanus），又稱台灣間爬岩鰍，俗名為石貼仔，为輻鰭魚綱鯉形目爬鳅科的一種。其种加词“formosanus”意为“台湾的”。

## 分布
本魚僅分布于台湾大甲溪、浊水溪等水系，一般栖息于山溪，為特有種。该物种的模式产地在台湾中部。

## 深度
水深0至10公尺。

## 特徵
本魚體縱扁延長呈圓筒狀，腹部扁平。眼小，口下位，具3對鬚。體色變化大，一般為淺橄欖綠或黑綠色，具不規則的深色斑塊，鱗片細小。胸鰭極寬大，平展幾乎達腹鰭前緣；尾鰭凹形，體長可達10公分。

## 生態
本魚為初級淡水魚，棲息於溪流中、上游水勢湍急的高溶氧區。為底棲性魚類，平時平貼於石頭上，屬雜食性，以岩石附生藻類和水生昆蟲為食。

## 經濟利用
不具食用性，但因花紋及生態特殊，可做為觀賞魚。